# Station Łódź Niciarniana
Station Łódź Niciarniana is een spoorwegstation in de Poolse plaats Łódź. Dit station is op 16 oktober 2011 gesloten wegens verbouwing van het traject tussen de stations Łódź Fabryczna en Łódź Widzew.
Lijn 17 Łódź Fabryczna – Koluszki: 

0: Łódź Fabryczna ·
2: Łódź Niciarniana ·
5: Łódź Widzew ·
Łódź Widzew Janów ·
11: Łódź Andrzejów ·
13: Bedoń ·
16: Justynów ·
19: Gałkówek ·
23: Żakowice ·
26: Koluszki

Lijn 458 Łódź Fabryczna – Łódź Widzew: 

0: Łódź Fabryczna ·
2: Łódź Niciarniana ·
5: Łódź Widzew